# 女子参政同盟会
女子参政同盟会又稱中華民國女子参政同盟会，辛亥革命时期妇女政治团体。

## 历史
1912年4月8日在南京由唐群英牽頭，上海女子参政同志会、上海女子后援会、上海女子尚武会、金陵女子同盟会、湖南女国民会五团体联合组成。在上海、长沙、武昌、苏州、杭州设分会。以争取妇女参政权为宗旨,要求男女平权，提高女子学识，从事社会、经济、文化活动。“二次革命”失败后解体。